# Азот-пентоксид
Азот-пентоксид је оксид азота хемијске формуле 5, где је оксидациони број азота +5.

## Добијање
Може се добити на више начина:

1. дејством азотне киселине на оксид фосфора:
2. дејством хлора на сув сребро-нитрат:
3. дејством озона на азот-пероксид:

## Особине
Ово је бела кристална супстанца која под обичним притиском сублимује, не топећи се, а изнад тачке кључања се распада. Уколико се брзо загрева, доћи ће до експлозије:
Азот-пентоксид је анхидрид азотне киселине:
| Особина                  | Вредност |
| ------------------------ | -------- |
| Партициони коефицијент ( | 4,2      |
| Растворљивост (logS, log(mol/L))        | -2,9     |
| Поларна површина (PSA, Å2)  | 100,9    |